# عبد الإله رشيد
عبد الإله رشيد (مواليد 21 فبراير 1984) هو ممثل مغربي، تلقى تكوينًا أكاديميًا في مجال الصحافة والتنشيط الإذاعي. وُيعتبر فيلم يا خيل الله (2012) أول تجربة سينمائية له.

## الأعمال

### التلفزيون
- مسلسل حبال الريح: 2015
- فيلم الكنز المرصود: 2016
- مسلسل عين الحق: 2016
- مسلسل رضاة الوالدة: 2017
- مسلسل ديسك حياتي: 2018
- مسلسل رضاة الوالدة 2: 2019
- فيلم قلبي بغاه: 2019
- مسلسل شهادة ميلاد: 2020
- مسلسل داير البوز: 2021
- مسلسل مول لمليح: 2022

### السينما
- فيلم يا خيل الله: 2012
- فيلم أكادير إكسبريس: 2013
- فيلم غزية: 2017 [1]
- فيلم الشطاح: 2023

## روابط خارجية
- عبد الإله رشيد على موقع IMDb (الإنجليزية)
- عبد الإله رشيد على موقع ألو سيني (الفرنسية)
- عبد الإله رشيد على موقع قاعدة بيانات الفيلم (الإنجليزية)
- عبد الإله رشيد على موقع قاعدة بيانات الأفلام العربية